# Gerry Hunt
Gerry Hunt   (1936) és un escriptor de Comic books i artista irlandès. Va treballar com arquitecte durant 25 anys, inclosos 18 anys a l'empresa IDA Ireland. El 1986 va passar a la producció de dibuixos animats, primer amb dibuixos de contingut polític per, després, crant un còmic en castellà que va repartir entre els seus amics. El 2003 va produir un seguit de fàbules sobre la ciutat de Dublín, explicades en vers, anomenades In Dublin City, i publicades a Atomic Diner. Posteriorment va fundar Dublin Comics, en la que va publicar la seva novel·la negra gràfica, Streets of Dublin, pintada per BrenB, c. 2005, i una edició de col·lecionista de In Dublin City, també pintada per BrenB, c. 2007.
El 2009 va produir Blood Upon the Rose, una novel·la gràfica sobre els fets de l'alçament de Pasqua de 1916, també pintada per BrenB, i publicada per O'Brien Press. Actualment està realitzant Draugr in Dublin City, que relatarà la història d'un viking mort revivit a la Dublín moderna.